# Gemengde zenuw
Een gemengde zenuwcel bevat zowel uitlopers van een gevoelszenuw als uitlopers van een bewegingszenuw.
Een gemengde zenuwcel kan zowel impulsen naar het centrale zenuwstelsel toeleiden als van het centrale zenuwstelsel afleiden.